# Каменица Полуботка
Каменица Полуботка — каменный дом приказного гетмана Павла Полуботка в посёлке Любеч Черниговской области Украины. Памятник архитектуры национального значения.

## История
Постановлением Совета Министров УССР от 24.08.1963 № 970 «Про упорядочение дела учёта и охраны памятников архитектуры на территории Украинской ССР» («Про впорядкування справи обліку та охорони пам'ятників архітектури на території Української РСР») присвоен статус памятник архитектуры республиканского значения с охранным № 862 под названием Каменица. Не установлена информационная доска.

## Описание
Расположена в парке на высоком берегу Днепра в пределах бывшей усадьбы Полуботков и в дальнейшем Милорадовичей, неподалеку от места расположения Покровской церкви. Построена в начале XVIII века, в 1943 пострадала, старая крыша с заломом сгорела и была заменена на двускатную, с обоих торцов построены пристройки. Во второй половине XX в. была заброшена и частично разрушена. В начале XXI в. была реконструирована по проекту института «Укрпроектреставрация».
Каменица состоит из камня и кирпича, внешние её размеры — 11½×8 м. Имеет один этаж с подвалом, прямоугольная в плане, состоит из основного помещения и прихожей, разделённой почти пополам; вторая, меньшая часть представляет собой лестницу, ведущую в подвал. Порог имеет две двери. Декоративное оформление фасадов лаконичное: витые пилястры акцентируют углы здания и места прилегания внутренних стен к фасадам; стены, венчающие карниз, окна имеют лучковые перемычки и простые наличники с лучковыми сандриками. Под окнами фигурные ниши. Откосы и четверти оконных и дверных проёмов разрушены, но сохранились железные кованые петли от ставен, которыми окна закрывались изнутри, петли дверей и гнёзда от дверных засовов. Дверной проём, ведущий в подвал, имел двойные двери и три задвижки. Подвал освещается люкарнами.
Главное помещение перекрыто сомкнутыми сводами, пять из которых расположены очень низко — на уровне подоконника, поэтому над окнами, дверьми и нишами образованы распалубки. Прихожая перекрыта коробовым сводом, в лестничной камере — наклонный коробовый свод. Своды имеют железные затяжки, установленные при кладке стен. Такие же затяжки с анкерами в толще стен. Стены очень массивные, из кирпича размером 29 × 14 × 6,5 см, очень плохого обжига, основанного на известково-песчаном растворе. Первоначально стены снаружи и внутри были оштукатурены и побелены. Здание накрывала вальмовая крыша с заломом по деревянным стропилам, первоначально покрытая тертицой, впоследствии железом (сгорела в 1943).
Массивность стен, отсутствие признаков печного отопления и обширный подвал — все это свидетельствует о том, что здание, вероятно, не было жилым. Возможно, на первом этаже было служебное помещение наподобие канцелярии, а в подвале — склад для хранения ценностей и оружия.
Некоторое представление о первоначальном виде памятника дает рисунок художника Афанасия Сластиона 1895 года. В конце 1920-х годов её исследовал С. Таранушенко, а в 1950-х — М. Цапенко.